# A&E (chanson)
Pour les articles homonymes, voir A&E.
Singles de Goldfrapp
Satin Boys, Flaming Chic
Pistes de Seventh Tree
Some People Cologne Cerrone Houdini
A&E (abréviation de Accident and Emergency) est un single du duo britannique Goldfrapp. Ce titre a été écrit et composé par Alison Goldfrapp et Will Gregory pour leur quatrième album studio, Seventh Tree, sorti en 2008. Le single a été commercialisé le 11 février 2008 au Royaume-Uni.

## Clip vidéo
Le clip de A&E a été réalisé par Dougal Wilson.
On y voit Alison Goldfrapp dans la forêt vêtue d'une longue robe blanche. La vidéo débute dans une clairière, Alison regardant la caméra. Pendant qu'elle chante des hommes-feuilles dansent autour d'elle, ensuite, alors que la nuit tombe, ce sont des hommes-buissons qui les rejoignent. La vidéo se termine sur une vue de Will Gregory jouant de la guitare et faisant chauffer du thé devant sa tente.
Le clip a été diffusé pour la première fois au Royaume-Uni le 12 janvier 2008 sur Channel 4.
Cliquez ici pour voir la Vidéo officielle,

## Formats et liste des pistes
| #                     | Titre                                | Durée    |
| --------------------- | ------------------------------------ | -------- |
| Single                |                                      |          |
| 1.                    | A&E [Single Version]                 | 3 min 28 |
| 2.                    | Clowns [Super 8]                     | 4 min 26 |
| Maxi Single           |                                      |          |
| 1.                    | A&E [Single Version]                 | 3 min 28 |
| 2.                    | A&E [Gui Boratto Remix]              | 7 min 02 |
| 3.                    | A&E [Gui Boratto Dub]                | 7 min 20 |
| 4.                    | A&E [Hercules and Love Affair Remix] | 7 min 06 |
| Single Promotionnel 1 |                                      |          |
| 1.                    | A&E [Single Version]                 | 3 min 19 |
| Single Promotionnel 2 |                                      |          |
| 1.                    | A&E [Single Version]                 | 3 min 19 |
| 2.                    | A&E [Maps Remix]                     | 5 min 37 |
| 3.                    | A&E [Maps Remix Instrumental]        | 5 min 36 |
| 4.                    | A&E [Gui Boratto Remix]              | 7 min 02 |
| 5.                    | A&E [Gui Boratto Dub]                | 7 min 20 |
| 6.                    | A&E [Hercules and Love Affair Remix] | 7 min 06 |

## Classement des ventes
| Pays                               | Meilleure position |
| ---------------------------------- | ------------------ |
| Europe Téléchargements             | 14                 |
| Europe                             | 65                 |
| Allemagne                          | 98                 |
| Irlande                            | 33                 |
| Royaume-Uni                        | 10                 |
| États-Unis Hot Dance Singles Sales | 1                  |
| États-Unis Hot Singles Sales       | 2                  |